# Dokkumer Ee
De Dokkumer Ee (officieel, Fries: Dokkumer Ie, [dɔkəmər’i.ə]) is een trekvaart in Friesland, tussen de steden Leeuwarden en Dokkum. Ze doorkruist (en vormt gemeentegrenzen met) de gemeenten Leeuwarden, Tietjerksteradeel, Dantumadeel en Noardeast-Fryslân.
De Dokkumer Ee ontstond toen twee riviertjes door de mens met elkaar verbonden werden. Het rechte stuk tussen Tergracht en Burdaard werd daarvoor rond het jaar 1250 gegraven. In de zeventiende eeuw werden er jaagpaden langs de Ee gelegd om de vaart tot trekvaart om te vormen.
De Ee was vroeger een belangrijke scheepvaartverbinding voor transport van grondstoffen en materialen in het noorden van Friesland, maar heeft nu vooral een functie voor de pleziervaart als verbinding tussen Leeuwarden en de Waddenzee (aansluitend via het Dokkumergrootdiep, Dokkumer Nieuwe Zijlen en het Lauwersmeer).
De Dokkumer Ee doet naar het noorden de volgende plaatsen en buurtschappen aan (inclusief vermelding oversteek): Leeuwarden (Noorderbrug, Eebrug), Snakkerburen, Lekkum, Miedum, Wijns (fiets- en voetveer in de zomer), Tichelwerk, Bartlehiem, Tergracht, Birdaard (Steenhuizerbrug, Kolkhuizerbrug), Sijbrandahuis/Raard(Klaarkampsterbrug) en Dokkum (Eebrug, Altenabrug).
De Dokkumer Ee staat in verbinding met de volgende vaarten: Jelsumervaart, Cornjumervaart, Finkumervaart, Oudkerkstervaart, Hallumertrekvaart, Stienservaart, Contributievaart, Holwerdervaart, Raardervaart en Foudgumervaart.

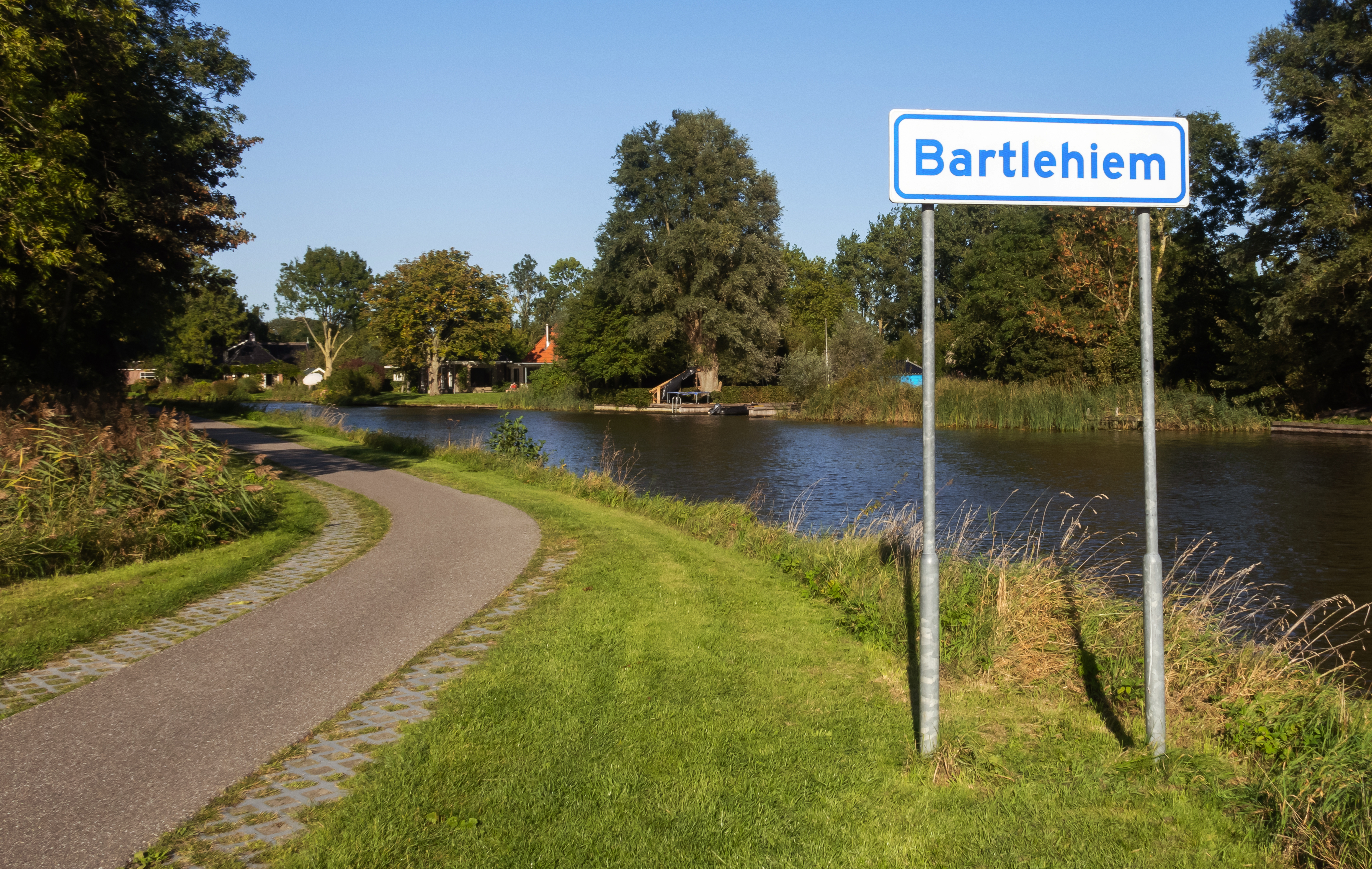
Door Bartlehiem
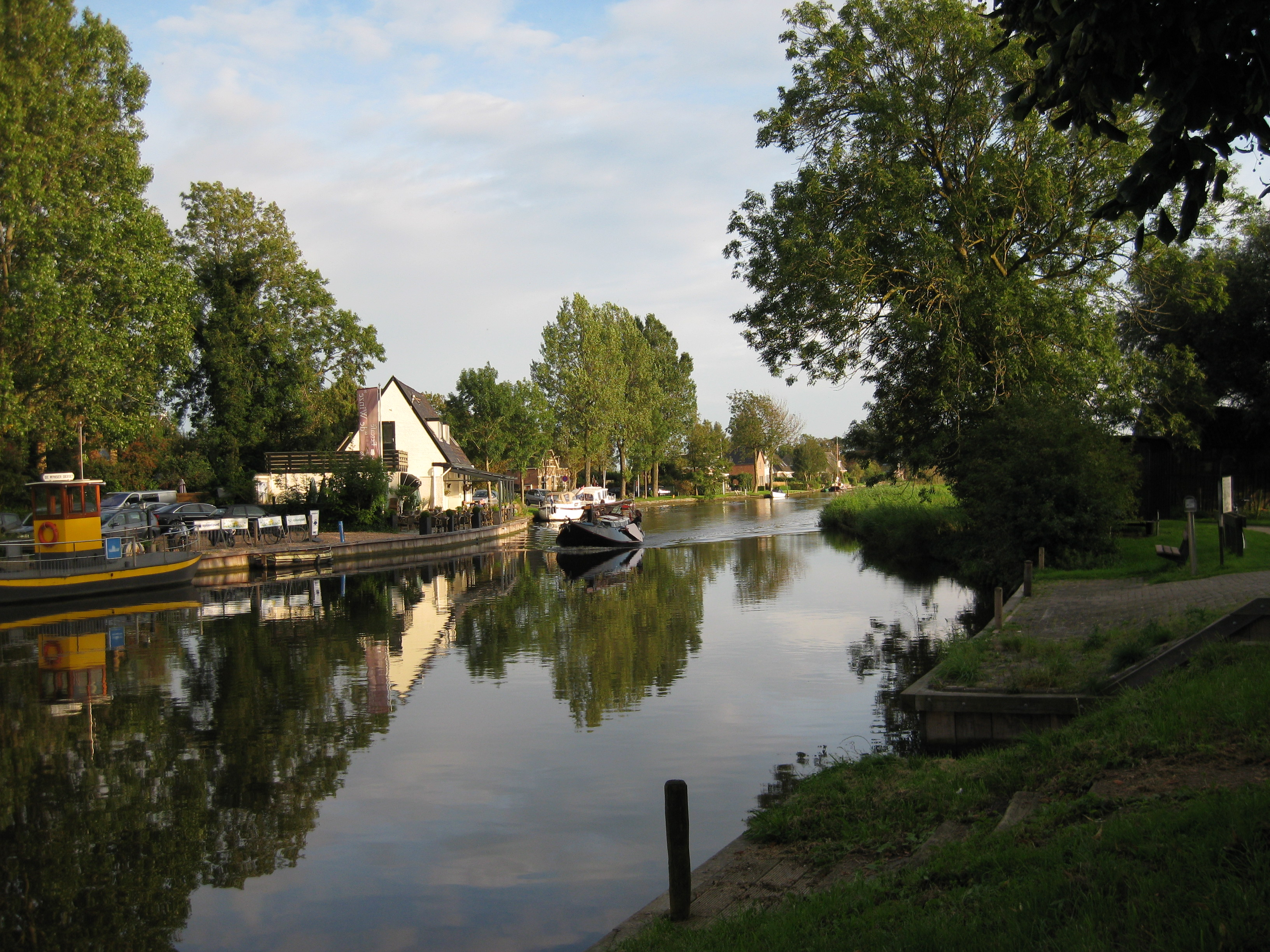
Bij Wijns
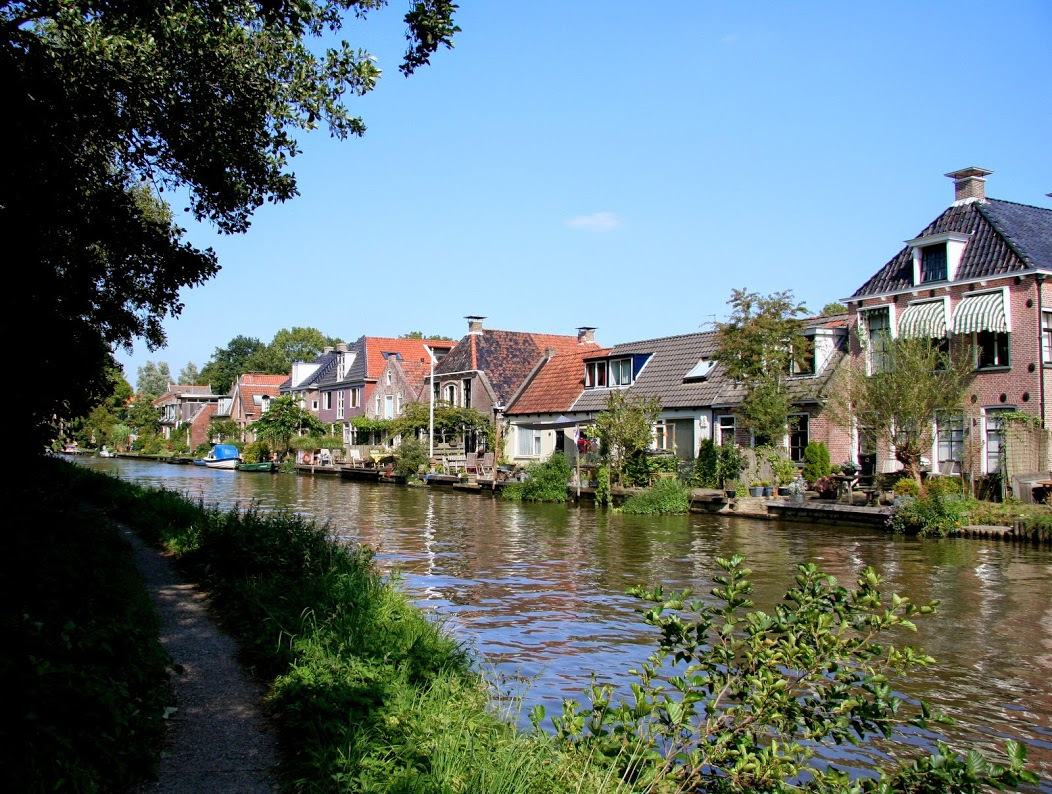
Langs Snakkerburen, gezien vanaf de Dokkumer Trekweg

## Trivia
- Het gedeelte tussen Bartlehiem en Dokkum (vice versa) is onderdeel van de bekende Elfstedentocht op de schaats. Dit stuk moeten de schaatsers twee keer afleggen. Ze gaan hier van Bartlehiem naar Dokkum en weer terug.
- Het voormalig jaagpad langs de westelijke oever is een populaire recreatieve fietsroute, onderdeel van de Rietlandroute.